# Йожеф Шандор (футболіст)
Йожеф Шандор (угор. Sándor József, нар. 18 жовтня 1900 — пом. 4 липня 1948, Будапешт) — угорський футболіст, що грав на позиції нападника. По завершенні ігрової кар'єри — футбольний тренер. Виступав за клуб «Ференцварош», а також національну збірну Угорщини.

## Життєпис
До 1924 року виступав у складі команди «Кішпешт», після чого перейшов до «Ференцвароша». Зоряний час Шандора прийшов у сезоні 1925/26, коли він забив 16 голів у чемпіонаті, а команда здобула чемпіонський титул після тривалої перерви.
У двох наступних сезонах «Ференцварош» знову перемагав у чемпіонаті, але Йожеф грав дуже мало (3 і 1 матч відповідно). В 1927 році також Шандор став володарем Кубка Угорщини. Хоч у фіналі він не грав, але забив 4 голи у 4 матчах на попередніх стадіях змагань. Загалом за «Ференцварош» зіграв в усіх турнірах 104 матчі і забив 34 голи.
В 1925—1927 роках Шандор провів 3 матчі за національну збірну.
В 1937 році 18 матчів (7 у чемпіонаті) провів на тренерській лаві «Ференцвароша». Завоював срібло чемпіонату.
Помер 4 липня 1948 року у місті Будапешт.

## Статистика виступів за збірну
| Дата       | Місто    | Господарі | Результат | Гості     | Турнір           | Голи | Примітки |
| ---------- | -------- | --------- | --------- | --------- | ---------------- | ---- | -------- |
| 21/05/1925 | Будапешт | Угорщина  | 1 – 3     | Бельгія   | товариський матч | -    |          |
| 20/08/1926 | Будапешт | Угорщина  | 4 – 1     | Польща    | товариський матч | -    |          |
| 10/04/1927 | Будапешт | Угорщина  | 3 – 0     | Югославія | товариський матч | -    | 54'      |
| Усього     |          | Матчів    | 3         |           | Голів            | 0    |          |

## Титули і досягнення
- Чемпіон Угорщини: 1925-26, 1926–27, 1927–28
- Володар Кубка Угорщини: 1927